# Susan Blinks
Susan Blinks (n. 5 octombrie 1957, Washington, D.C., District of Columbia, SUA) este o sportivă ce a reprezentat Statele Unite ale Americii, medaliată olimpică. A participat la o ediție a Jocurilor Olimpice (2000) în care a câștigat o medalie de bronz.

## Participări
Lista de mai jos prezintă principalele competiții la care a participat Susan Blinks de-a lungul carierei.
- equestrian at the 2000 Summer Olympics – team dressage[*]